# Município de Portage (condado de Hancock, Ohio)
O município de Portage (em inglês: Portage Township) é um município localizado no condado de Hancock no estado estadounidense de Ohio. No ano de 2010 tinha uma população de 692 habitantes e uma densidade populacional de 11,07 pessoas por km².

## Geografia
O município de Portage encontra-se localizado nas coordenadas 41° 08′ 08″ N, 83° 43′ 21″ O. Segundo a Departamento do Censo dos Estados Unidos, o município tem uma superfície total de 62.5 km², da qual 62,45 km² correspondem a terra firme e (0,07 %) 0,04 km² é água.

## Demografia
Segundo o censo de 2010, tinha 692 pessoas residindo no município de Portage. A densidade populacional era de 11,07 hab./km². Dos 692 habitantes, o município de Portage estava composto pelo 97,25 % brancos, o 0,87 % eram de outras raças e o 1,88 % eram de uma mistura de raças. Do total da população o 1,3 % eram hispanos ou latinos de qualquer raça.